# Centrum Dizengoffa (Tel Awiw)
Centrum Dizengoffa (hebr. דיזנגוף סנטר) – centrum handlowe w mieście Tel Awiw, w Izraelu. Znajduje się w nim około 420 sklepów, które w dni powszednie odwiedza 20 tys. klientów, a w piątki do 45 tys. ludzi. Centrum jest zarządzane przez firmę Dizengoff Center, której właścicielami jest rodzina Piltz oraz biznesmen Samuel Plato Szaron. W centrum znajdują się ambasady Republiki Południowej Afryki, Słowenii i Cypru.

## Położenie

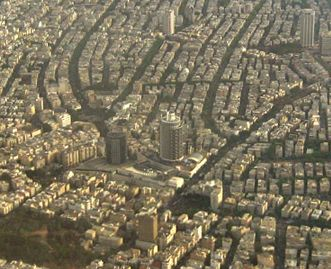
Widok z lotu ptaka na Tel Awiw – w centralnej części widoczne Centrum Dizengoffa

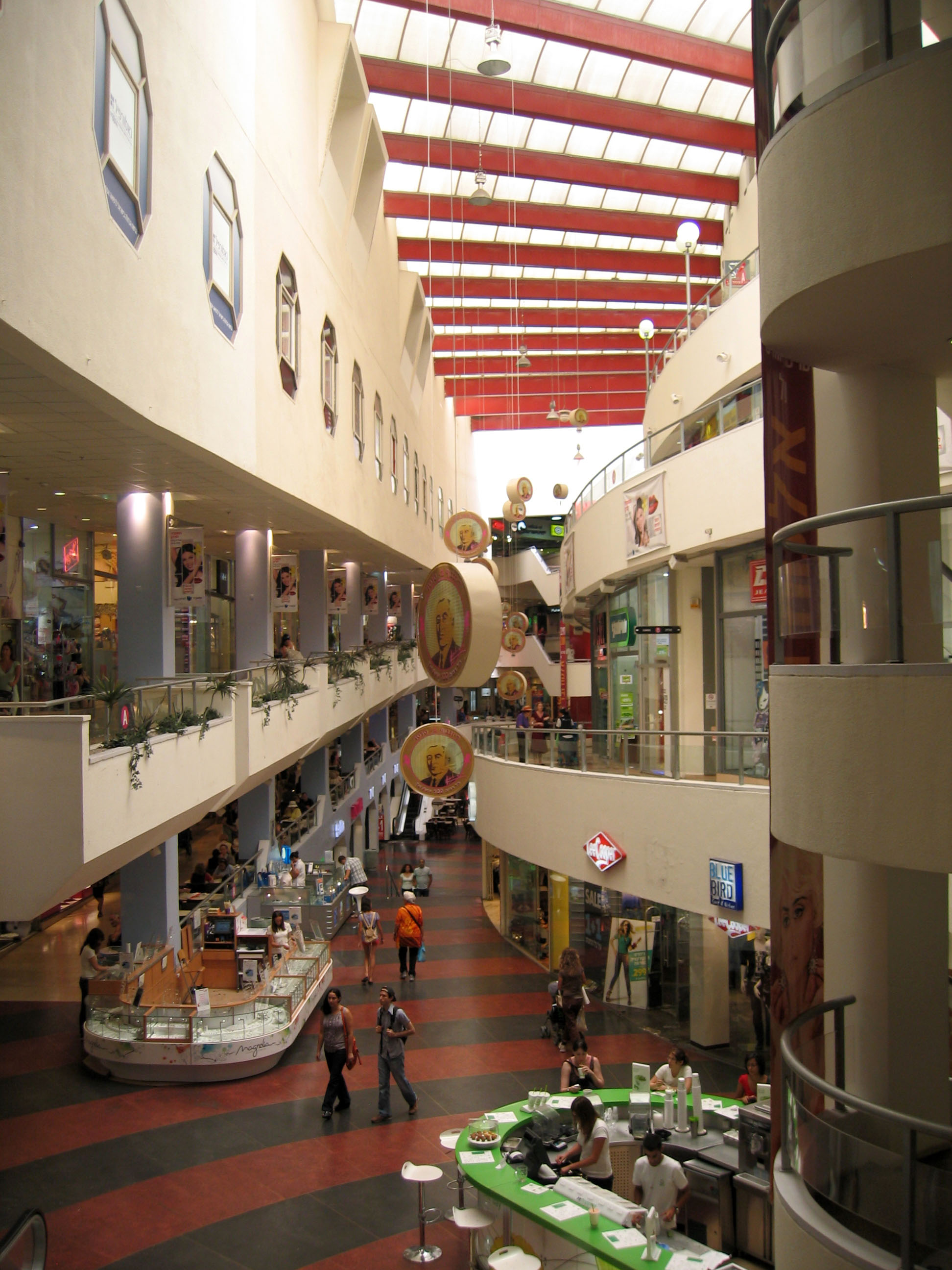
Centrum Dizengoffa

Centrum jest usytuowane u zbiegu ulic Dizengoffa i King George, w osiedlu Centrum Tel Awiwu w Tel Awiwie. Na północ od centrum znajduje się plac Dizengoff.

## Historia
Początkowo w miejscu tym istniało osiedle mieszkaniowe Nordija (hebr. נורדיה), które powstało w latach 20. XX wieku. Mieszkało w nim kilkuset żydowskich imigrantów, którzy w maju 1921 uciekli z Jafy przed arabskimi zamieszkami. Pomocy udzieliła im Agencja Żydowska. W ten sposób zakupiono ziemię i wybudowano pierwsze niewielkie domy. W 1922 osiedle nazwano Nordija, na cześć znanego działacza ruchu syjonistycznego, Max Nordau. W 1923 osiedle przyłączono do Tel Awiwu.
Wielu najbiedniejszych imigrantów nie mogło sobie pozwolić na kupno domu, i mieszkało w drewnianych chatach lub szałasach. Niektórzy z nich pracowali w winnicy bogatej arabskiej rodziny Hinawi. Z tego powodu, przez pewien czas istniały dwie nazwy tego osiedla, Nordija i Hinawi. Gdy w latach 30. realizowano projekt Patricka Geddes'a dotyczący rozbudowy Tel Awiwu, w rejonie tym poprowadzono trzy ważne ulice: Dizengoffa, King George’a i Bograshova.
W 1958 powstał projekt budowy nowoczesnego centrum handlowego. Plan koncepcyjny przewidywał stworzenie „miasta w mieście”. Centrum Dizengoffa miało obejmować nie tylko sklepy, ale w jego skład miały wchodzić ulice, wiszące ogrody oraz domy mieszkalne. Prace budowlane przeprowadził w latach 1972–1977 izraelski przedsiębiorca budowlany Arie Piltz, który musiał także sfinansować ewakuację wszystkich mieszkańców z tego terenu. Pierwszy sklep otworzono w 1977. Kolejne były otwierane systematycznie do 1983.
W maju 2001 w północnym holu doszło do pożaru, którego przyczyną było zwarcie elektryczne. Po renowacji hol został ponownie otworzony.

### Zamachy terrorystyczne

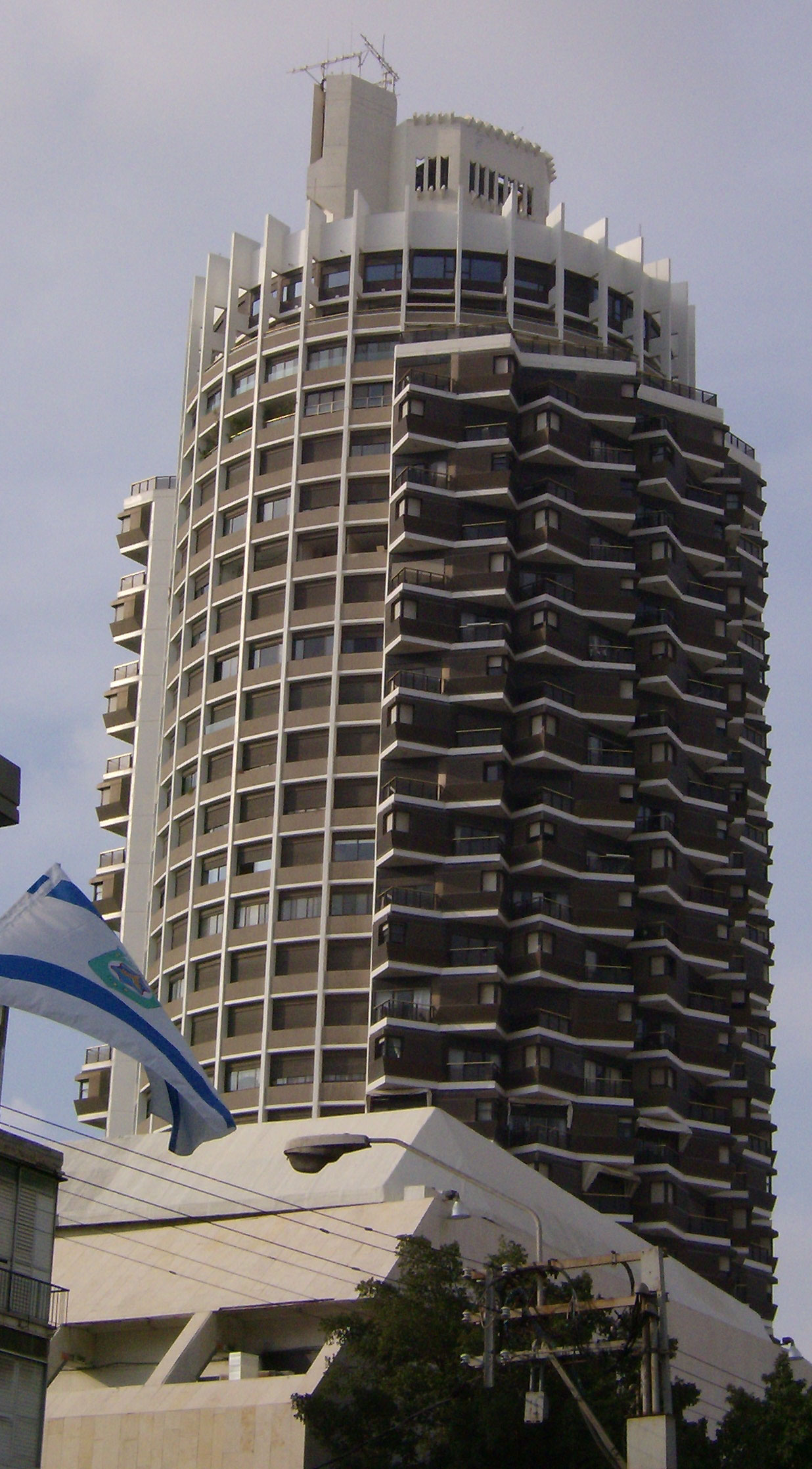
Dizengoff Tower

Przy centrum handlowym doszło do jednego zamachu terrorystycznego zorganizowanego przez palestyńskich terrorystów-samobójców:
- 4 marca 1996 terrorysta z Hamasu wysadził się przy wejściu do Centrum Dizengoffa. Wybuch 20-kg materiałów wybuchowych zabił 13 osób i ranił 125 innych. Do zamachu doszło podczas Postu Estery przed świętem Purim, i wśród ofiar było wielu nastolatków. W miejscu zamachu wystawiono symboliczny pomnik z nazwiskami ofiar[3].

## Architektura
Centrum Dizengoffa rozciąga się po obu stronach ulicy Dizengoffa i jest połączone przejściami podziemnymi oraz chodnikami nadziemnymi. W centrum znajdują się dwa kina, około 420 sklepów, restauracje, kawiarnie, parking, na dachu umieszczono basen kąpielowy oraz siłownię.
W centrum wybudowano dwa wieżowce: we wschodniej części Dizengoff Tower (wysokość 93 metrów) i w zachodniej części Migdal Al.